# Anna Shaffer
Anna Shaffer (ur. 15 marca 1992 w Londynie) – brytyjska aktorka, która grała m.in. w filmach o Harrym Potterze i serialu Wiedźmin.

## Życiorys
Shaffer zaczęła karierę rolą Romildy Vane w filmach o Harrym Potterze. Później kilka lat grała Ruby Burton w operze mydlanej Życie w Hollyoaks. Od 2019 gra w serialu Wiedźmin jako Triss Merigold.